# هارلي بالدوين
هارلي بالدوين (بالإنجليزية: Harley Baldwin)‏ هو تاجر أعمال فنية أمريكي، ولد في 17 أبريل 1945 في شيكاغو في الولايات المتحدة، وتوفي في 23 يناير 2005 بسبب سرطان الكلية.